# 172 TCN
Năm 172 TCN là một năm trong lịch Julius. 